# Special One Racing
Special One Racing est une écurie de Rallycross française fondée en 2023 par Guerlain Chicherit et Sébastien Loeb pour participer au Championnat du monde de rallycross FIA 2023.

## Historique
Le 17 avril 2023, Guerlain Chicherit annonce la création de l'écurie de Rallycross Special One Racing, en association avec le pilote français Sébastien Loeb.
Les deux pilotes s'engagent dans le Championnat du monde de rallycross FIA 2023 à bord de Lancia Delta Evo-E RX 100 % électrique développé par Green Corp Konnection.
Special One Racing présente officiellement ses voitures sur le Circuit de Charade le 21 mai 2023.